# Pteropepon parodii
Pteropepon parodii är en gurkväxtart som beskrevs av Crovetto. Pteropepon parodii ingår i släktet Pteropepon och familjen gurkväxter. Inga underarter finns listade i Catalogue of Life.